# Globes
Globes es un periódico vespertino financiero escrito en hebreo, publicado en Israel. 

## Competencia
No tiene ningún competidor directo, salvo The Marker, la sección de economía del diario Haaretz, que es su principal rival.

## Secciones
- G - El principal inserto de fin de semana
- Nadlan - Inserto semanal de propiedades (domingo)
- Firma - Inserto mensual acerca de industrias de marketing y avisaje
- Lady Globes - Revista mensual destinada a las mujeres